# Kansai Telecasting Corporation
La Societat Anònima de Televisió de Kansai (関西テレビ放送株式会社 Kansai Terebi Hōsō kabushiki gaisha), sovint anomenada Kansai TV (関西テレビ Kansai-terebi) o Kantele (関テレ) i abreujada com a KTV és una cadena de televisió amb seu a Osaka que dona servei a tota la regió de Kansai i afiliada a la xarxa nacional de Fuji Television. L'empresa es troba dins del grup conglomerat Hankyu-Hanshin-Toho.